# 神戸市立大池中学校
神戸市立大池中学校（こうべしりつ おおいけちゅうがっこう）は、兵庫県神戸市北区にある公立中学校。

## 沿革
- 1974年：神戸市立大池中学校設立（有馬中学校・山田中学校より分離独立）
- 1988年：野球部が全国大会に出場してベスト8

## 校訓
自主
自ら考え、現実を切り開き、真心をこめて実践する人間に
友愛
みんなの生命や願いを大切にし、互いに助け合い励まし合う人間に
創造
自分を取り巻く、すべてのものを生かし、美しいものを創り出す人間に
勤労
意欲を燃やし、努力を惜しまず、心身ともに健康な人間に

## 教育目標
時代を拓く、生命力豊かな生徒を育もう
- めざす人間像
  - たくましい人間
  - 進んでやりぬく人間
  - 自分も人も大切にする人間
  - すべてを生かす人間
  - 心身ともに健やかな人間
- めざす学校像
  - 楽しい学校
  - 生き生きした学校
  - ささえあう学校

## 部活動

### 運動部
- 野球部
- 陸上競技部
- ソフトテニス部
- 男子卓球部
- 女子バスケットボール部
- バレーボール部

### 文化部
- 吹奏楽部
- 総合文化部（美術部門・家庭科部門）

## 周辺
- 神戸市立大池小学校
- ファミリーマート神鉄花山駅前店
- ローソン

## 交通アクセス
- 神戸電鉄有馬線花山駅から徒歩13分
- 神姫バスか阪急バスで花山で下車、徒歩12分

## 通学区域が隣接している学校
- 神戸市立唐櫃中学校
- 神戸市立山田中学校